# Heinz Hanns
Heinz Hanns (* 10. Oktober 1932 in Ringethal) war Vorsitzender des Bezirksvorstandes Rostock des FDGB der DDR und Kandidat des Zentralkomitees der SED.

## Leben
Hanns, Sohn einer Arbeiterfamilie, besuchte die Volksschule und lernte Zimmermann. In seinem Beruf war er bei der SAG bzw. SDAG Wismut in Schwarzenberg/Erzgeb. und auf der Mathias-Thesen-Werft in Wismar tätig. 1949 trat er dem FDGB, 1955 der SED bei. 
1954 besuchte er einen Lehrgang an der Zentralschule des FDGB in Potsdam. Von 1955 bis 1958 fungierte er als Sekretär des Kreisvorstandes Rostock der IG Bau-Holz, von 1958 bis 1962 als stellvertretender Vorsitzender des Bezirksvorstandes der IG Bau-Holz Rostock.
Von 1962 bis 1965 studierte er an der Parteihochschule „Karl Marx“ mit Abschluss als Diplom-Gesellschaftswissenschaftler. Von 1965 bis 1967 wirkte er als Sekretär für Organisation und Kader im Bezirksvorstand Rostock des FDGB und war von 1967 bis 1989 dessen Vorsitzender. Von 1968 bis 1989 war Hanns zudem Mitglied des Präsidiums des Bundesvorstandes des FDGB. 1975 wurde er zum Vorsitzenden des Ständigen Komitees der Arbeiterkonferenz der Ostseeländer, Norwegens und Islands bestellt. 
Hanns war auch Abgeordneter des Bezirkstages Rostock und Mitglied des Sekretariats der SED-Bezirksleitung Rostock. Von 1976 bis 1989 war er Kandidat des ZK der SED.

## Auszeichnungen
- Vaterländischer Verdienstorden in Silber (1974)